# Angela Winkler
Angela Winkler (n. 22 ianuarie 1944, Templin, Germania) este o actriță germană.

## Biografie
Născută la Templin, Winkler s-a pregătit la Stuttgart pentru a deveni tehnician medical. Pasionată de teatru, ea a plecat la München, unde a luat lecții de actorie de la Ernst Fritz Fürbringer. În 1967, a interpretat primul său rol pe scena Teatrului din Kassel.
În 1969, a avut rolul principal în filmul Jagdszenen aus Niederbayern regizat de Peter Fleischmann. După vizionarea acestui film, Peter Stein a angajat-o la Berliner Schaubühne. Winkler a jucat pe scena Teatrului din Berlin din 1971 și până în 1978.
Următorul ei film, Onoarea pierdută a Katharinei Blum (1975), regizat de Volker Schlöndorff, a făcut-o cunoscută. Pentru rolul Katharinei Blum, ea a primit Premiul german pentru film. În 1979, a câștigat o faimă internațională în rolul mamei lui Oskar Matzerath din filmul câștigător de Oscar Toba de tinichea, regizat tot de Schlöndorff.
Angela Winkler este căsătorită cu sculptorul Wiegand Wittig și au împreună patru copii.

## Filmografie
- 1969 Jagdszenen aus Niederbayern, regia Peter Fleischmann
- 1975 Onoarea pierdută a Katharinei Blum (Die verlorene Ehre der Katharina Blum), regia Volker Schlöndorff și Margarethe von Trotta
- 1978 Die linkshändige Frau, regia Peter Handke
- 1978 Messer im Kopf, regia Reinhard Hauff
- 1978 Deutschland im Herbst
- 1979 Toba de tinichea (Die Blechtrommel), regia: Volker Schlöndorff
- 1979 Letzte Liebe, regia Ingemo Engström
- 1980 Provinciala (La Provinciale), regia Claude Goretta
- 1983 Danton, regia Andrzej Wajda
- 1983 Heller Wahn, regia Margarethe von Trotta
- 1984 Ediths Tagebuch, regia Hans W. Geißendörfer
- 1984 Die Grenze, regia Leon de Winter
- 1991 Bronsteins Kinder, regia Jerzy Kawalerowicz
- 1992 Benny’s Video, regia Michael Haneke
- 1995 Der Kopf des Mohren, regia Paulus Manker
- 1998 Die Bubi Scholz Story, regia Roland Suso Richter
- 2006 Das Geheimnis im Moor, regia Kai Wessel
- 2006 Das Haus der schlafenden Schönen, regia Vadim Glowna
- 2007 Die Flucht, regia Kai Wessel
- 2007 Ferien, regia Thomas Arslan
- 2010 Drei, regia Tom Tykwer
- 2011 Hell, regia Tim Fehlbaum
- 2011 Brot (Kurzfilm), regia Ahmet Taș
- 2013 Meine Schwestern, regia Lars Kraume
- 2014 Die Wolken von Sils Maria (Sils Maria), regia Olivier Assayas
- 2014 Altersglühen – Speed Dating für Senioren, regia Jan Georg Schütte
- 2014 Sin & Illy Still Alive, regia Maria Hengge
- 2015 Das Gewinnerlos, regia Patrick Winczewski
- 2015 Desaster, regia Justus von Dohnányi
- 2015 Uns geht es gut, regia Henri Steinmetz
- 2016 Tatort – Fünf Minuten Himmel, regia Katrin Gebbe
- 2017 Kommissar Dupin – Bretonischer Stolz, regia Thomas Roth
- 2017 Tatort – Amour Fou
- 2017 In Zeiten des abnehmenden Lichts, regia Matti Geschonneck
- 2017 Dark (Fernsehserie, 5 Episoden), regia Baran bo Odar
- 2018  Suspiria, regia: Luca Guadagnino
- 2018 Helen Dorn – Schatten der Vergangenheit, regia Alexander Dierbach

## Piese de teatru
- 1996 Livada de vișini de Anton Cehov (Burgtheater, Viena) - regizor: Peter Zadek
- 1999 Hamlet de Shakespeare (Wiener Festwochen) - regizor: Peter Zadek
- 2000 Rosmersholm de Henrik Ibsen (rolul Rebekka, Burgtheater, Viena) - regizor: Peter Zadek
- 2002 Anatol de Arthur Schnitzler (rolul Gabriele, Burgtheater, Viena) - regizor: Luc Bondy
- 2003 Noaptea iguanei de Tennessee Williams (rolul Hannah Jelkes, Burgtheater, Viena) - regizor: Peter Zadek
- 2003 Mutter Courage și copiii ei de Bertolt Brecht (rolul Mutter Courage, Deutsches Theater Berlin) - regizor: Peter Zadek
- 2004 Peer Gynt de Henrik Ibsen (rolul Aase, Berliner Ensemble) - regizor: Peter Zadek
- 2005 Poveste de iarnă de Shakespeare (rolul Paulina, Berliner Ensemble) - regizor: Robert Wilson
- 2007 Opera de trei parale de Bertolt Brecht (rolul Jenny, Berliner Ensemble) - regizor: Robert Wilson